# 파파야속
파파야속(papaya屬, 학명: Carica 카리카[*])은 파파야과의 속이다. 과거에 파파야속에 포함되는 것으로 여겨졌던 많은 종이 너도파파야속, 야릴라속, 야카라티아속 등으로 옮겨졌다. 현재는 파파야 1종만 포함하는 단형 속이다.

## 하위 종
- 파파야(C. papaya L.)